# أوليفر جيسي كارتر
أوليفر جيسي كارتر (بالإنجليزية: Oliver Jesse Carter) هو محامي وقاضي وسياسي أمريكي، ولد في 7 أبريل 1911 في سان فرانسيسكو في الولايات المتحدة، وتوفي في 14 يونيو 1976. انتخب عضو مجلس ولاية كاليفورنيا.